# Admeto, re di Tessaglia
Admeto, re di Tessaglia és una òpera italiana en tres actes composta per Georg Friedrich Händel (HWV 22). El llibret és de Nicola Francesco Haym i, potser, de Pietro Antonio Rolli, versió modificada d'un d'anterior d'Aurelio Aureli, L'Antigona delusa da Alceste, basat, al seu torn en l'Antígona d'Eurípides. Pren el títol del rei Admet de Tessàlia.
Finalitzada el 10 de novembre de 1726, fou estrenada al King's Theater de Haymarket, a Londres, el 31 de gener de 1727, amb les famoses sopranos Faustina Bordoni i Francesca Cuzzoni i el castrato Francesco Bernardi Senesino. La rivalitat entre les dues sopranos esclatà en l'últim representació de l'òpera aquella temporada, quan ambdues s'enfrontaren en públic i davant del rei.

## Fons

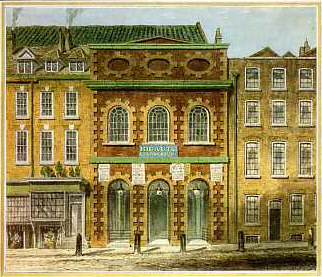
The King's Theatre, Londres, on va fer la seva primera representació d'Admeto.

L'alemany Händel, després de passar part de la seva primera carrera component òperes i altres peces a Itàlia, es va establir a Londres, on el 1711 havia portat per primera vegada l'òpera italiana amb la seva òpera Rinaldo. Un gran èxit, Rinaldo va crear una mania a Londres per l'òpera seria italiana, una forma centrada majoritàriament en àries en solitari per als cantants virtuosos estrella. El 1719, Händel va ser nomenat director musical d'una organització anomenada Royal Academy of Music (no connectada amb l'actual conservatori de Londres), una companyia sota la carta reial per produir òperes italianes a Londres. Haendel no només havia de compondre òperes per a la companyia, sinó que va contractar els cantants estrella, supervisar l'orquestra i els músics i adaptar òperes d'Itàlia per a la representació a Londres.
Haendel havia compost nombroses òperes italianes per a l'Acadèmia, amb diferents graus d'èxit; alguns eren molt populars. La soprano estrella Francesca Cuzzoni s'havia associat amb el castrat Senesino de renom internacional com a intèrprets principals d'una llarga sèrie d'òperes italianes de Haendel i altres compositors per a l'Acadèmia, i per augmentar l'interès del públic, els directors van decidir importar una altra cantant famosa d'Itàlia, la soprano, Faustina Bordoni, perquè les òperes no tinguessin una sinó dues protagonistes a l'escenari. Aquesta era una pràctica habitual als teatres d'òpera de l'època a Itàlia; Cuzzoni i Faustina (com es deia Bordoni) havien aparegut junts a diverses ciutats europees sense incidents.

## Rols

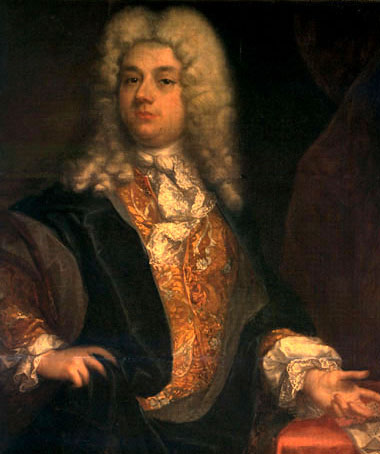
Senesino, qui va crear el paper d'Admeto

| Rol                     | Tipus de veu  | Primer casting 31 gener 1727    |
| ----------------------- | ------------- | ------------------------------- |
| Alceste (Alcestis)      | soprano       | Faustina Bordoni                |
| Antigona                | soprano       | Francesca Cuzzoni               |
| Admeto (Admetus)        | alto castrato | Francesco Bernardi ("Senesino") |
| Ercole (Heracles)       | baix          | Giuseppe Maria Boschi           |
| Trasimede (Thrasymedes) | alto castrat  | Antonio Baldi                   |
| Orindo                  | contralt      | Anna Vincenza Dotti             |
| Meraspe                 | baix          | Giovanni Battista Palmerini     |
| Apollo                  | baix          |                                 |
| A voice                 | baríton       |                                 |

## Sinopsi
Acte I

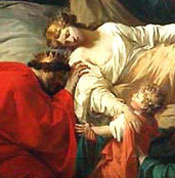
La mort d'Alceste de Pierre Peyron (1785).

Escena: Grècia, en temps llegendaris.
En una habitació del seu palau, dominada per una estàtua del déu Apol·lo, el rei Admet de Tessàlia es troba morint, turmentat per somnis terribles. Un cortesà, Orindo, li diu que el seu germà, Trasimede, també està de mala manera, obsessionat amb el retrat d'una dona. L'heroi Hèrcules, en la seva interminable missió de realitzar gestes glorioses per augmentar la seva fama, ha vingut a fer una visita al seu amic el rei Admet. Mentre el seu marit el rei dorm, la seva dona Alceste prega a Apol·lo que li perdoni la vida. L'estàtua parla i li informa que només si un parent proper mor en el seu lloc, Admetus podrà continuar vivint. Alcestis decideix sacrificar la seva vida pel seu marit.
En un bosc proper, disfressats de pastors, viuen la princesa Antígona de Troia (que va ser cremada per Hèrcules) i el seu tutor Merapse. El rei Admet s'havia promès casar-se amb Antígona, però la va abandonar a favor d'Alcestis. Aquest rebuig és la raó, creu Antigona, perquè està castigat amb una malaltia mortal. Envia Merapse al palau i li ordena que simuli que és el seu pare.
Als jardins del palau, l'Alcestis sosté un punyal, preparant-se per morir en el lloc del seu marit mentre s'acomiada de les seves dames de companyia en dol, i després es retira. Admet, rejovenit, entra amb el seu amic Hèrcules, celebrant la seva recuperació. Se senten lamentacions des de dins i Admetus s'horroritza en veure el cadàver de la seva dona. Admetus sap que Hèrcules una vegada va baixar a l'inframón i va portar l'heroi Teseu de tornada a la terra dels vius i li demana que faci el mateix per Alcestis, cosa que Hèrcules accepta.
Merapse torna a Antigona al bosc i li explica la mort d'Alcestis i la recuperació d'Admetus. S'alegren que ara sembla que no hi ha res que impedeixi que Admet faci d'Antígona la seva dona, com havia promès. S'acosta una partida de caça, encapçalada per Trasimede, que reconeix l'Antígona com la dona de la qual porta el retrat en tot moment, sense deixar de mirar-lo. Ella insisteix, però, que s'equivoca; es diu Rosilda, li diu, i l'home amb ella és el seu pare, anomenat Fidalbo. Trasimede li ofereix una feina al palau, treballant com a jardinera, que Antigona està encantada d'acceptar ja que així podrà estar a prop d'Admetus i espera donar-li una lliçó.
Acte II

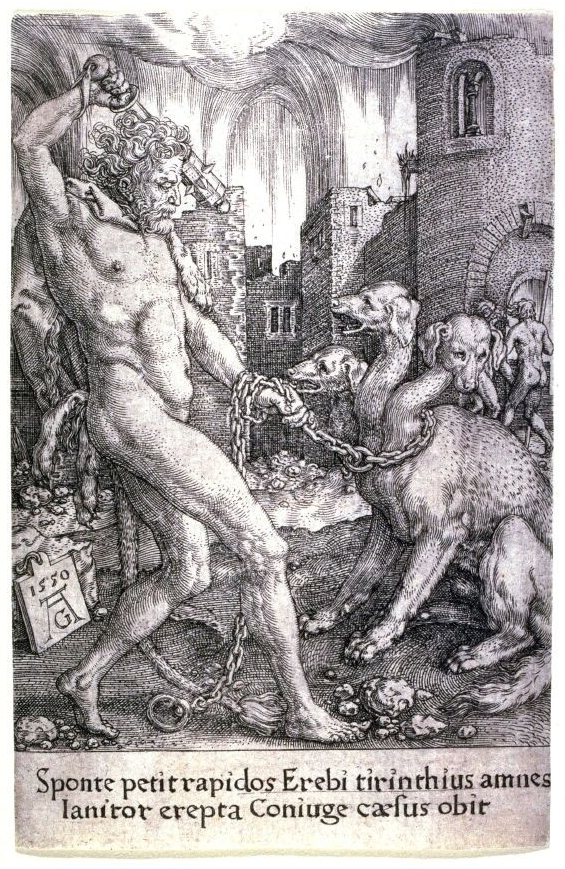
Hercules i Cerber

El segon acte s'obre a l'Hades, on Alcestis, turmentat per les Fúries, és encadenat a una roca. Apareix Hèrcules, lluita amb Cèrber, el gos guardià de l'infern, venç a les Fúries i trenca els grillons que lliguen Alcestis a la roca. Amb alegria espera retrobar-se amb el seu marit.

Antigona treballa en la seva nova feina com a jardinera al palau, on ha atret les atencions no desitjades del cortesà Orindo, a qui menysprea. Trasimede ha perdut l'interès pel retrat amb el qual estava tan obsessionat ara que veu 
| « | "Rosilda" que s'hi assembla tant i deixa el retrat a un costat, i Orindo el recull. A Antigona / "Rosilda" no li interessa ningú més que el rei Admet, i també rebutja Trasimede. | » |

Orindo porta el retrat a Admet i li diu que Trasimede no havia estat honest quan li havia ensenyat un altre retrat de la princesa troiana amb qui havia estat promès; Òbviament, Trasimede havia substituït el retrat d'una noia molt menys atractiva. Admetus queda sorprès per la semblança del retrat amb la seva nova jardinera "Rosilda"; ella li diu que la princesa Antigona és morta i li pregunta si encara era viva, es casaria amb ella. Admetus no dona cap resposta satisfactòria, deixant "Rosilda" encara molt infeliç.
Al bosc, l'Alcestis, tornada a la vida, ara es disfressa de soldat, preocupada perquè el seu marit, pensant-la morta, s'hagués enamorat d'una altra persona o fins i tot s'hagués casat amb una altra dona. Quan veu la preciosa "Rosilda" treballant als jardins del palau, es preocupa que les seves pors estiguin ben fundades.
Acte III
Trasimede, bojament enamorat de "Rosilda", l'ha segrestat. Merapse li diu a Admetus qui és realment "Rosilda" i que encara estima el rei. Hèrcules, no volent regalar la disfressa d'Alcestis, li diu a Admetus que no va poder trobar-la a l'Hades. A Admetus li sembla que ara el seu deure és casar-se amb Antígona.
Trasimede, sentint-se culpable d'haver segrestat "Rosilda", l'ha alliberada. Quan l'Alcestis disfressada veu "Rosilda" sospirant davant d'un retrat del rei Admet, se l'arrenca de la mà. Admetus i Antígona fan plans per al seu casament, vigilats pels gelosos Trasimede i Alcestis disfressats. Trasimede decideix matar el seu germà, però l'Alcestis li treu l'arma de la mà, salvant la vida del seu marit. Quan Admetus s'adona que Alcestis ha tornat a la vida, no està decidit pel que fa al camí honorable que ha de seguir: hauria de tornar amb la seva dona, que creia morta, o mantenir el seu compromís amb Antígona? Antígona li resol aquest dilema agafant-li la mà i posant-la en la d'Alcestis, dient al rei que torni amb la dona que ara li ha salvat la vida dues vegades. Trasimede demana perdó al seu germà, que és concedit. Alcestis s'alegra una vegada més de l'amor del seu marit.

## Característiques musicals
L'obertura de l'òpera, amb Admeto al llit de mort turmentat per un ballet de dimonis que representen la seva agonia física i mental interior, és molt sorprenent per l'ús d'harmonies, dissonància i cromatisme inusuals, seguit d'un recitatiu dramàtic acompanyat per al rei que pateix. El musicòleg del segle XVIII Charles Burney va escriure que 
| « | "les persones que van escoltar aquesta òpera quan va sortir per primera vegada li van dir que Senesino mai va cantar o actuar millor, o més per a la satisfacció del públic, que en aquesta escena". | » |

 L'obertura del segon acte, amb una peça orquestral que representa Hèrcules rescatant Alceste a l'infern, també és molt inusual per a les òperes de Händel de l'època. La música de Händel, segons Jonathan Keates, aconsegueix convertir el personatge del rei en "una figura humana plenament realitzada. Händel, com en Alessandro, té cura de donar a les seves dues dames protagonistes la mateixa oportunitat de brillar en les seves àries, que són, en opinió de Paul Henry Lang, músiques de qualitat "superant".
L'òpera està partiturada per a flauta, dos oboès, fagot, dues trompes, cordes i continu (violoncel, llaüt, clavicèmbal).

## Historial de recepció i actuació

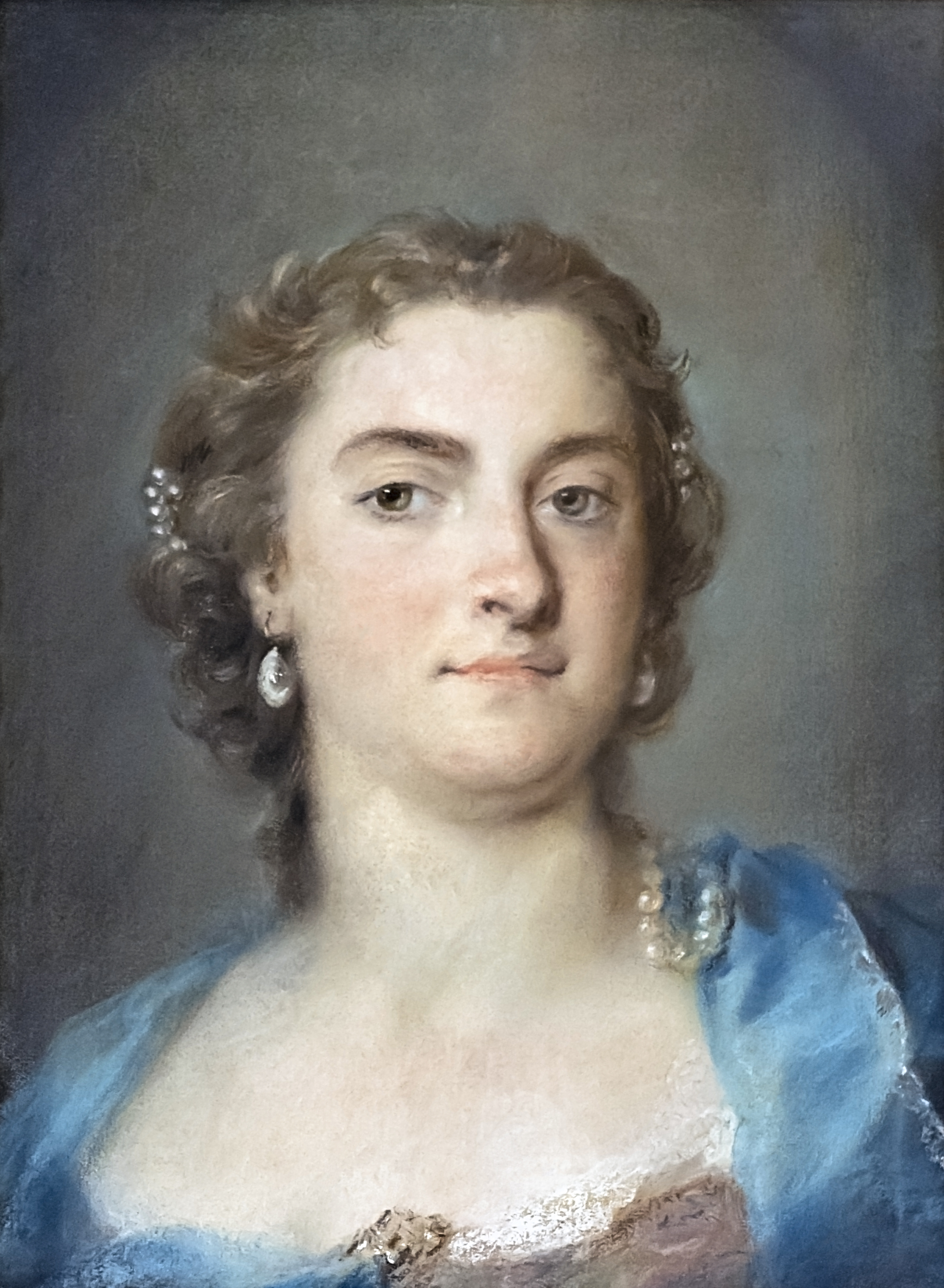
Faustina Bordoni, que va crear el paper d'Alcestis.

L'òpera va tenir una bona acollida i va tenir dinou representacions en la seva carrera inicial, una marca d'èxit per a aquells temps. Molts membres del públic estaven molt entusiasmats amb els cantants. Una de les més lleials partidaris de Händel, Mary Delany, va escriure a la seva germana que havia assistit a Admeto amb un amic que "es va deixar fora de sentit" pel cant de Faustina, Cuzzoni i Senesino. Al final d'una de les àries de Cuzzoni en una representació de l'execució original, un home de la galeria va cridar "Maleïda ella: té un niu de rossinyols a la panxa", mentre un mecenes aristocràtic va escriure al seu programa al costat del nom de Cuzzoni. "És un diable de cantant".

Tanmateix, alguns membres de l'audiència londinenca s'havien tornat ferotgement partidaris en afavorir Bordoni o Cuzzoni i no agradar a l'altre i en l'actuació d'Admeto el 4 d'abril de 1727 amb membres de la família reial presents, els elements de l'audiència eren extremadament rebels, xiulets i interrompre l'actuació amb crides de gat quan actuava el "rival" del seu favorit, provocant escàndol públic. Cuzzoni va emetre una disculpa pública a la família reial a través d'un dels seus seguidors:
| « | ..A Cuzzoni li havien dit públicament... que dimarts l'havien de xiular fora de l'escenari; estava tan preocupada per això, que tenia una gran ment de no cantar, però jo... li vaig ordenar positivament que no abandonés l'escenari, sinó que els deixés fer el que voldrien... i ara és propietari que si hagués hagut si no hagués tingut aquest ordre, hauria sortit de l'escenari quan la van cridar tant en una cançó, que no se li va escoltar ni una nota, cosa que va provocar a la gent que li agradava tant, que no van poder aconseguir el millor del seu ressentiment, però no permetria que la Faustina parlés després. | » |

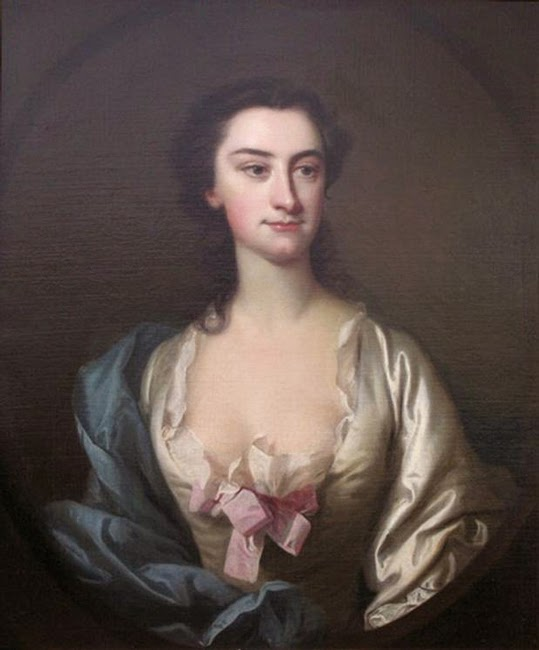
Francesca Cuzzoni, que va crear el paper d'Antígona.

No obstant això, aquesta mena de trastorns van continuar, arribant al clímax aquell juny en una actuació a l'Acadèmia d'una òpera de Giovanni Bononcini, Astianatte. Amb la reialesa de nou present en la persona de la princesa de Gal·les, Cuzzoni i Faustina estaven juntes a l'escenari i els membres del públic que eren partidaris d'una de les primadons protestaven en veu alta i xiulen cada vegada que l'altra cantava. Van esclatar veritables baralles de cops de puny entre l'audiència entre grups rivals de "fans" i Cuzzoni i Faustina van deixar de cantar, van començar a intercanviar insults i finalment van arribar als cops a l'escenari i van haver de ser arrossegats. L'actuació va ser abandonada, creant un enorme escàndol informat alegrement en diaris i pamflets, satiritzat a The Beggar's Opera de 1728 de John Gay, i contaminant tota la reputació de l'òpera italiana a Londres amb el desprestigi als ulls de molts.
Després de les 19 representacions de la seva primera temporada, al llarg del temps de setembre de 1727 a gener de 1732, l'òpera va rebre 16 representacions addicionals. Admeto va ser reviscut el 1754 i va rebre 5 actuacions addicionals. L'última, el 6 d'abril de 1754, va resultar ser l'última representació d'òpera que Händel va veure de les seves pròpies òperes en vida. Com amb totes les sèries d'òpera barroca, Admeto no es va representar durant molts anys, però amb el ressorgiment de l'interès per la música barroca i la interpretació musical històricament informada des dels anys 60, Admeto, com totes les òperes de Händel, rep actuacions en festivals i teatres d'òpera avui. Entre altres actuacions, Admeto es va produir al Festival de Haendel, Halle el 2006, al Festival Internacional de Handel de Göttingen el 2009, a l'Òpera de Leipzig el 2010, i es va representar al Theater an der Wien. el 2014.
La Royal Academy of Music es va enfonsar al final de la temporada 1728-29, en part a causa dels enormes honoraris pagats als cantants estrella, i Cuzzoni i Faustina van abandonar Londres per a compromisos a l'Europa continental. Haendel va iniciar una nova companyia d'òpera amb una nova prima donna, Anna Maria Strada. Un dels llibretistes de Händel, Paolo Rolli, va escriure en una carta (l'original és en italià) que Händel deia que Strada "canta millor que les dues que ens han deixat, perquè una d'elles (la Faustina) no li va agradar mai gens i m'agrada oblidar l'altre (Cuzzoni)."

## Enregistraments
Enregistrament d'àudio
| Any  | Casting Admeto, Alceste, Antigona, Ercole, Trasimede                           | Director, orchestra                         | Segell                         |                   |
| ---- | ------------------------------------------------------------------------------ | ------------------------------------------- | ------------------------------ | ----------------- |
| 1968 | Janet Baker Maureen Lehane Sheila Armstrong                                    | Anthony Lewis i The Baroque Opera Orchestra | Ponto                          | cantada en anglès |
| 1998 | René Jacobs Rachel Yakar James Bowman                                          | Alan Curtis i Il Complesso Barocco          | Virgin Veritas                 | gravació de 1978  |
| 1978 | René Jacobs, Rachel Yakar, Jill Gomez, Ulrik Cold, James Bowman (contra-tenor) | Alan Curtis, Il Complesso Barocco           | EMI Classics 1C 163-30 808/812 |                   |

Enregistraments de vídeo
| Any  | Cast Admetus, Alceste, Antigona, Ercole, Trasimede                              | Director, orchestra                            | Productor     | Segell               |
| ---- | ------------------------------------------------------------------------------- | ---------------------------------------------- | ------------- | -------------------- |
| 2006 | Matthias Rexroth, Romelia Lichtenstein, Mechthild Bach, Raimund Nolte, Tim Mead | Howard Arman, Händelfestspielorchester Hallé   | Axel Köhler   | Arthaus Musik 101257 |
| 2009 | Tim Mead, Marie Arnet, Kirsten Blaise, William Berger, David Bates              | Nicholas McGegan, Göttingen Festival Orchestra | Doris Doerrie | C Major 702008       |